# Dorothée de Palatinat-Simmern
Dorothée de Simmern (6 janvier 1581 - 18 septembre 1631) est une comtesse palatine de Palatinat-Simmern par la naissance et princesse d'Anhalt-Dessau par mariage.

## Biographie
Dorothée est née à Kaiserslautern, le seul enfant survivant du comte palatin Jean-Casimir du Palatinat (1543-1592) de son mariage avec Élisabeth de Saxe (1552-1590), la fille de l'électeur Auguste Ierde Saxe.
Elle épouse le 21 février 1595 à Heidelberg le prince Jean-Georges Ier d'Anhalt-Dessau (1567-1618). Elle est sa deuxième épouse. Elle est conduite à l'autel par son tuteur, l'électeur Palatin Frédéric IV du Palatinat. Sous son influence, son mari se convertit au Calvinisme en 1596. Après sa mort, elle se retire dans son douaire du château de Sandersleben.
Elle est membre de la "société des Vertueux" sous le surnom de die Gastfreie ("l'Hospitalier").
Dorothée est morte à Sandersleben, âgée de 50 ans, et est enterrée dans l'Église de sainte-Marie à Dessau. Ses deux fils aînés ont ajouté une pierre tombale à sa sépulture, en 1631.

## Descendance
De son mariage Dorothée eu les enfants suivants:
- Jean-Casimir (1596-1660), prince d'Anhalt-Dessau ;
- Anne-Élisabeth (1598-1660), épouse en 1617 le comte Guillaume-Henri de Bentheim-Steinfurt (de) ;
- Frédéric-Maurice (1600-1610) ;
- Éléonore-Dorothée d'Anhalt-Dessau (1602-1664), épouse en 1625 le duc Guillaume de Saxe-Weimar ;
- Sibylle-Christine d'Anhalt-Dessau (1603-1686), épouse en 1627 le comte Philippe-Maurice de Hanau-Münzenberg, puis en 1647 le comte Frédéric-Casimir de Hanau-Lichtenberg ;
- Henri-Valdemar (1604-1606) ;
- Georges-Aribert d'Anhalt-Dessau (1606-1643) ;
- Cunégonde-Julienne (1608-1683), épouse en 1642 le landgrave Hermann de Hesse-Rotenbourg ;
- Suzanne-Marguerite d'Anhalt-Dessau (1610-1663), épouse en 1651 le comte Jean-Philippe de Hanau-Lichtenberg ;
- Jeanne-Dorothée (1612-1695), épouse en 1636 le comte Maurice de Bentheim-Tecklembourg ;
- Ève-Catherine (1613-1679).